# مهتاب (ترانه کالی اوچیس)
«مهتاب» (به انگلیسی: Moonlight) ترانه‌ای از خوانندهٔ آمریکایی کالی اوچیس می‌باشد که در ۲۳ فوریهٔ سال ۲۰۲۳ به‌عنوان دومین و آخرین تک‌آهنگ از سومین آلبوم استودیویی وی تحت عنوان ماه قرمز در زهره (۲۰۲۳) منتشر گردید.

## موزیک ویدئو
موزیک ویدئوی رسمی «مهتاب» در ۲۰ آوریل سال ۲۰۲۳ منتشر گردید که این تاریخ روز جهانی مصرف ماری‌جوآنا و روز علف نامیده شده، و ممکن است به‌این دلیل باشد که به متن ترانه ربط دارد. موزیک ویدئو توسط کالین تیلی و سارا مک‌گولان کارگردانی شده‌است.